# Alain Giletti
Alain C. Giletti (Bourg-en-Bresse, 11 settembre 1939) è un ex pattinatore artistico su ghiaccio francese.

## Carriera
Nato a Bourg-en-Bresse, in Francia, nel 1939, a soli 12 anni e 162 giorni di età partecipò ai Giochi olimpici invernali di Oslo 1952, arrivando 7º nel singolare di pattinaggio di figura, divenendo così il più giovane atleta maschile a partecipare ad un'Olimpiade invernale. In carriera fu 10 volte campione francese nel singolare (dal 1951 al 1961, con l'unica eccezione di un secondo posto nel 1958), 5 campione europeo (Budapest 1955, Parigi 1956, Vienna 1957, Garmisch-Partenkirchen 1960 e Berlino Ovest 1961) e campione mondiale a Vancouver 1960. Ottenne inoltre quattro argenti europei (Dortmund 1953, Bolzano 1954, Bratislava 1958 e Davos 1959) e due bronzi mondiali (Oslo 1954 e Parigi 1958). Non riuscì invece a ottenere una medaglia olimpica, terminando quarto sia a Cortina d'Ampezzo 1956 che a Squaw Valley 1960. Si ritirò dalle competizioni a 22 anni, nel 1961, anno in cui non poté difendere il titolo mondiale vinto a Vancouver, a causa della tragedia del Volo Sabena 548, che uccise l'intera squadra statunitense di pattinaggio di figura, portando alla cancellazione dei Mondiali che si dovevano tenere a Praga. In seguito è diventato allenatore.

## Palmarès
| Evento                    | 1951 | 1952 | 1953 | 1954 | 1955 | 1956 | 1957 | 1958 | 1959 | 1960 | 1961 |
| ------------------------- | ---- | ---- | ---- | ---- | ---- | ---- | ---- | ---- | ---- | ---- | ---- |
| Giochi olimpici invernali |      | 7°   |      |      |      | 4°   |      |      |      | 4°   |      |
| Campionati mondiali       |      | 8°   | 5°   | 3°   | 4°   |      | 4°   | 3°   | 4°   | 1°   |      |
| Campionati europei        |      | 4°   | 2°   | 2°   | 1°   | 1°   | 1°   | 2°   | 2°   | 1°   | 1°   |
| Campionati francesi       | 1°   | 1°   | 1°   | 1°   | 1°   | 1°   | 1°   | 2°   | 1°   | 1°   | 1°   |